# Mensport

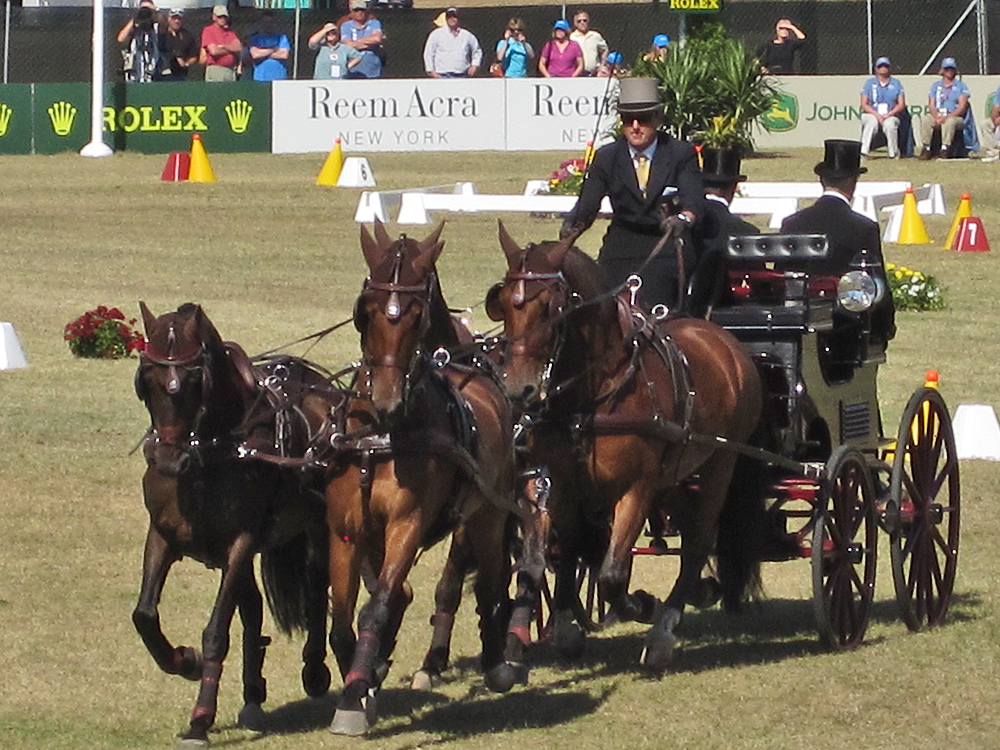
Wereldkampioenschap vierspanmennen

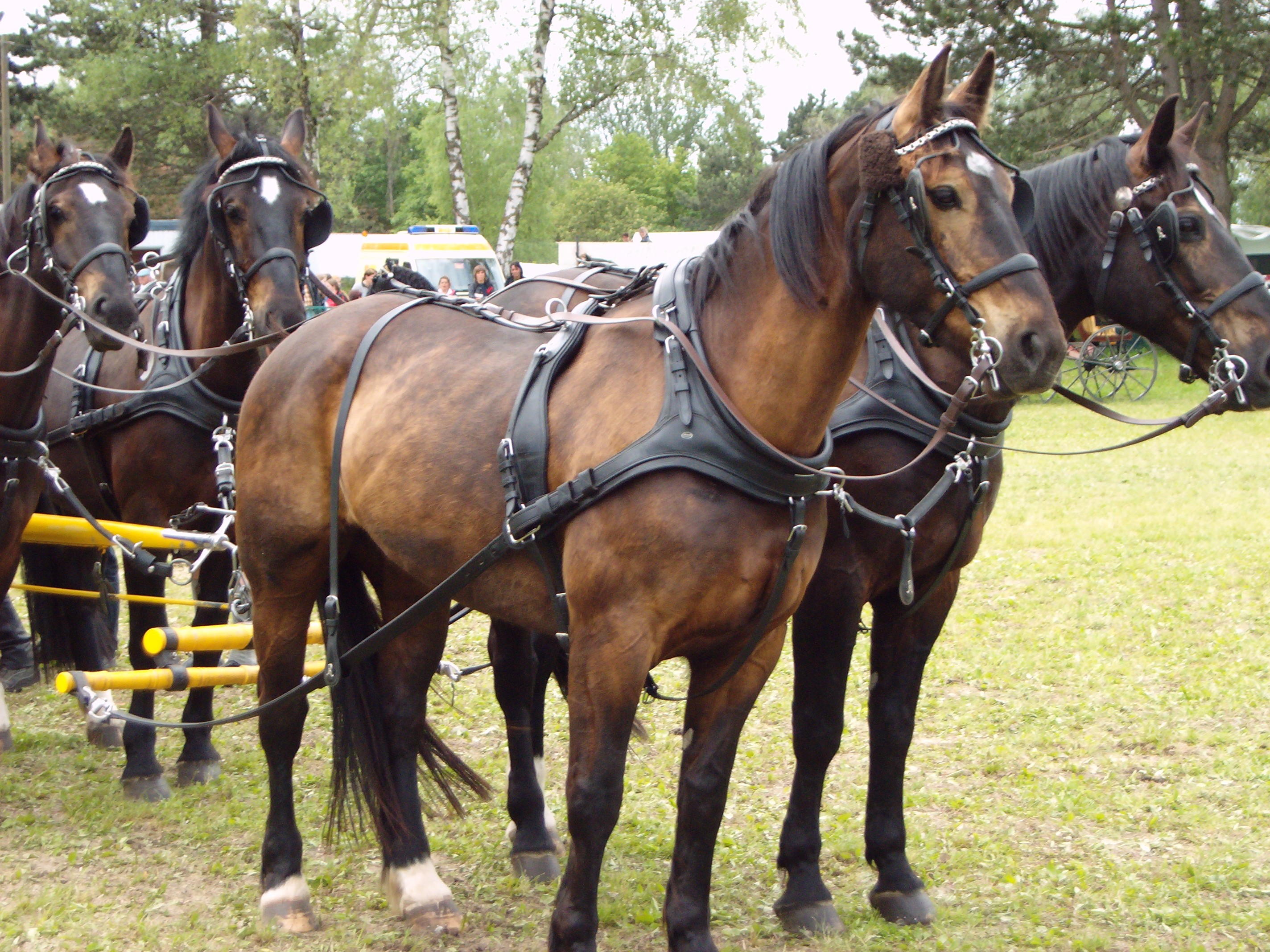
Paarden met Frans marathontuig

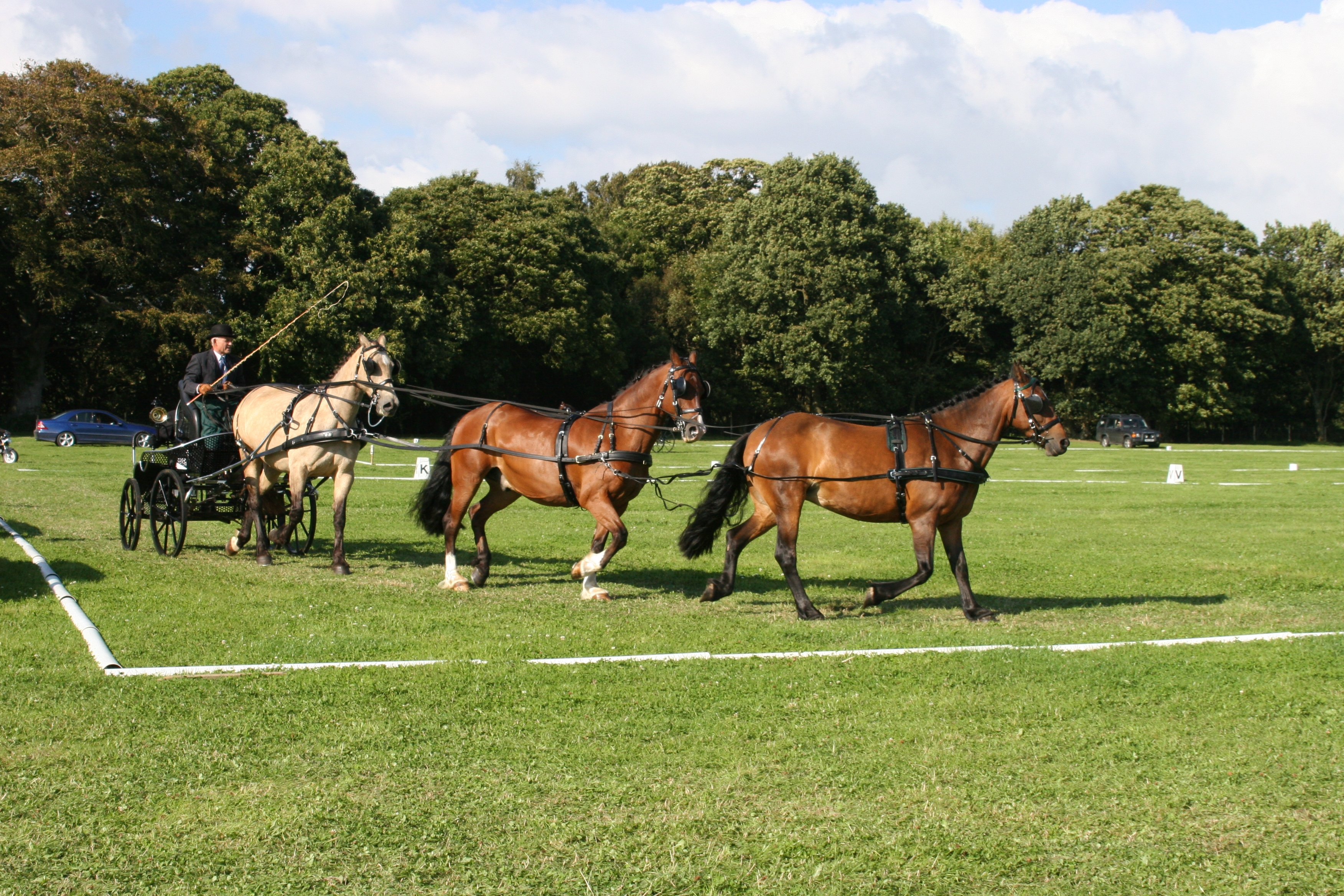
Randem in dressuurproef

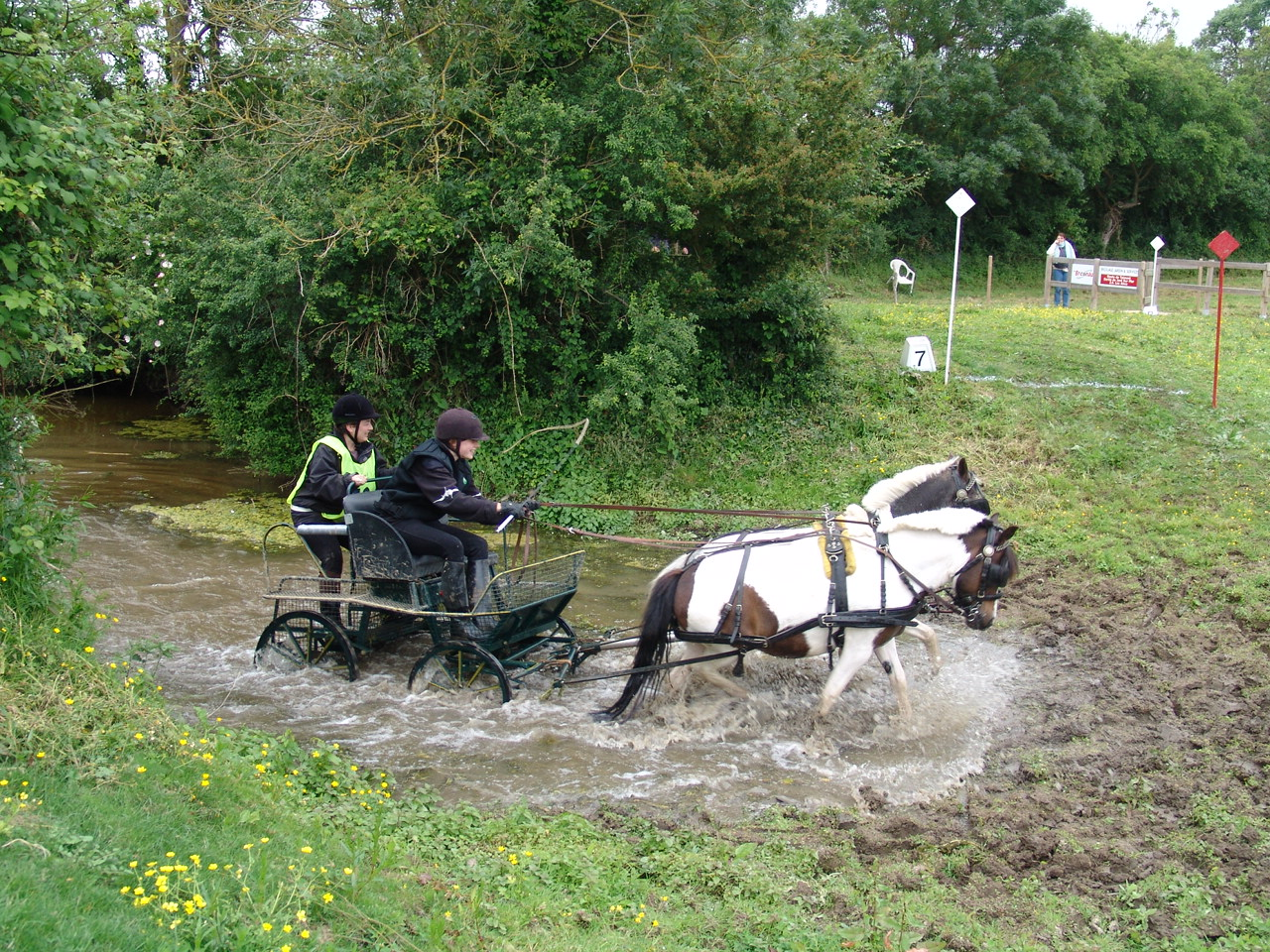
Tweespan pony's in waterhindernis

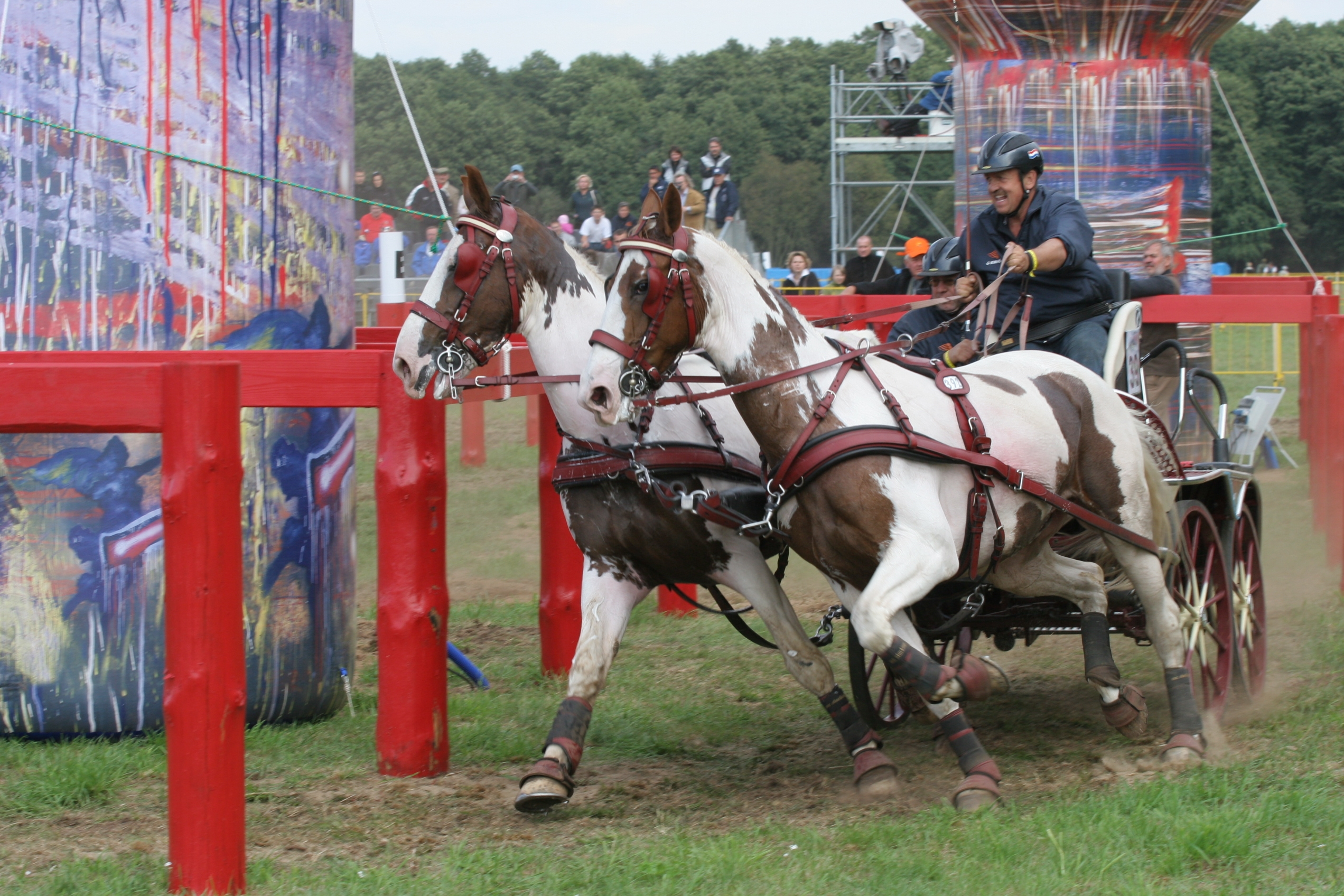
Tweespan in een hindernis

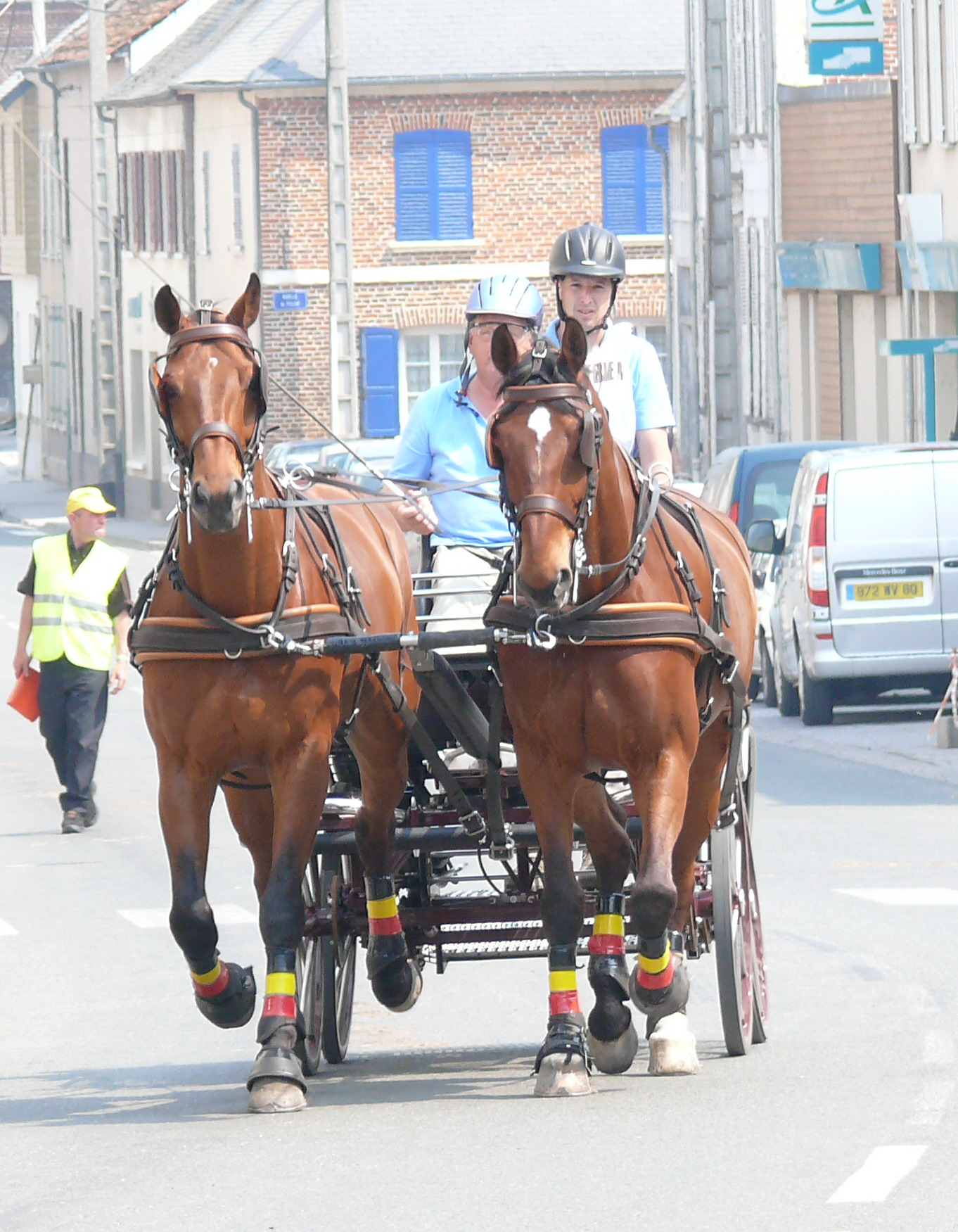
Wegmarathon

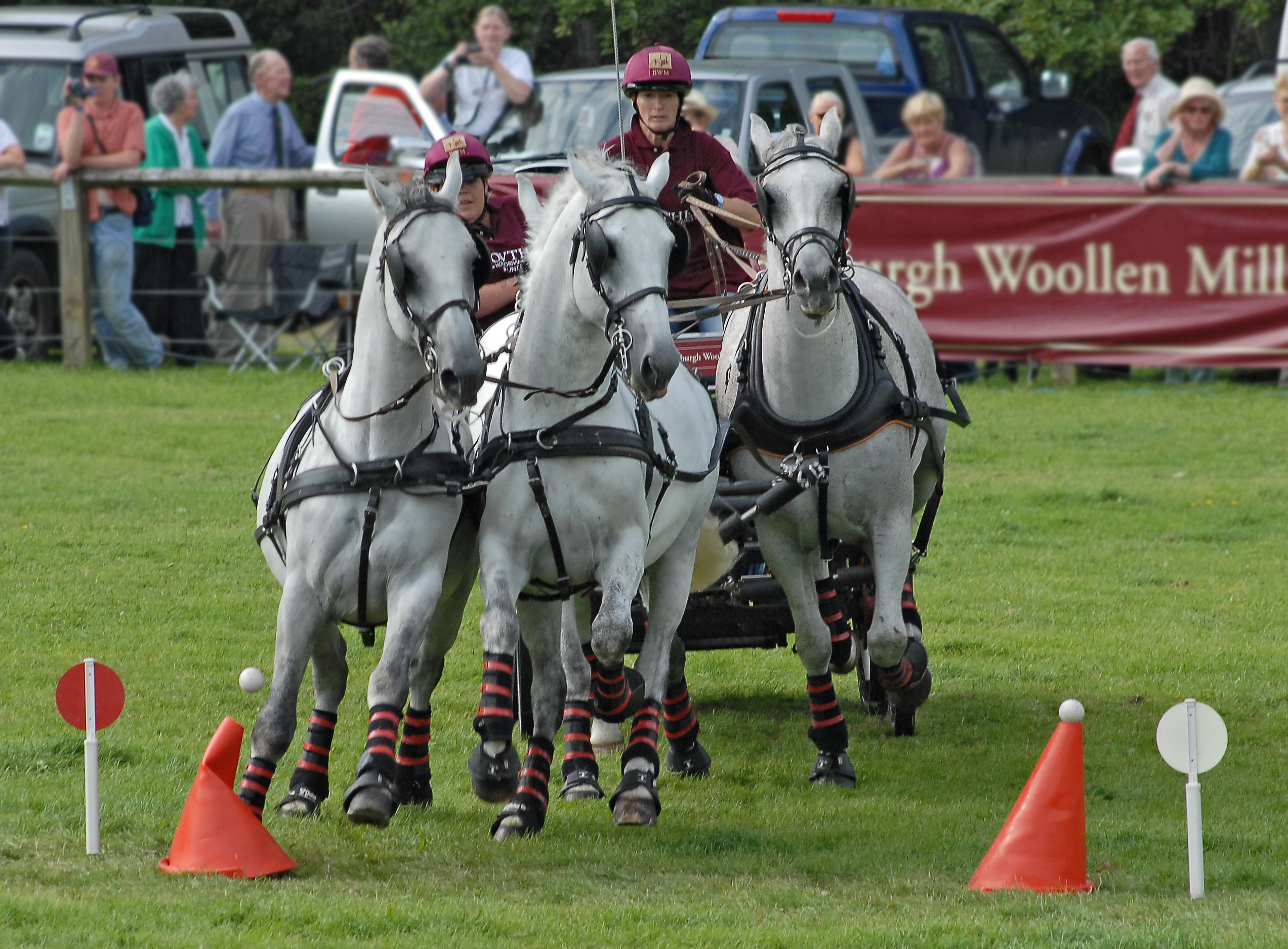
Vaardigheidsproef: 'kegeltjesrijden'

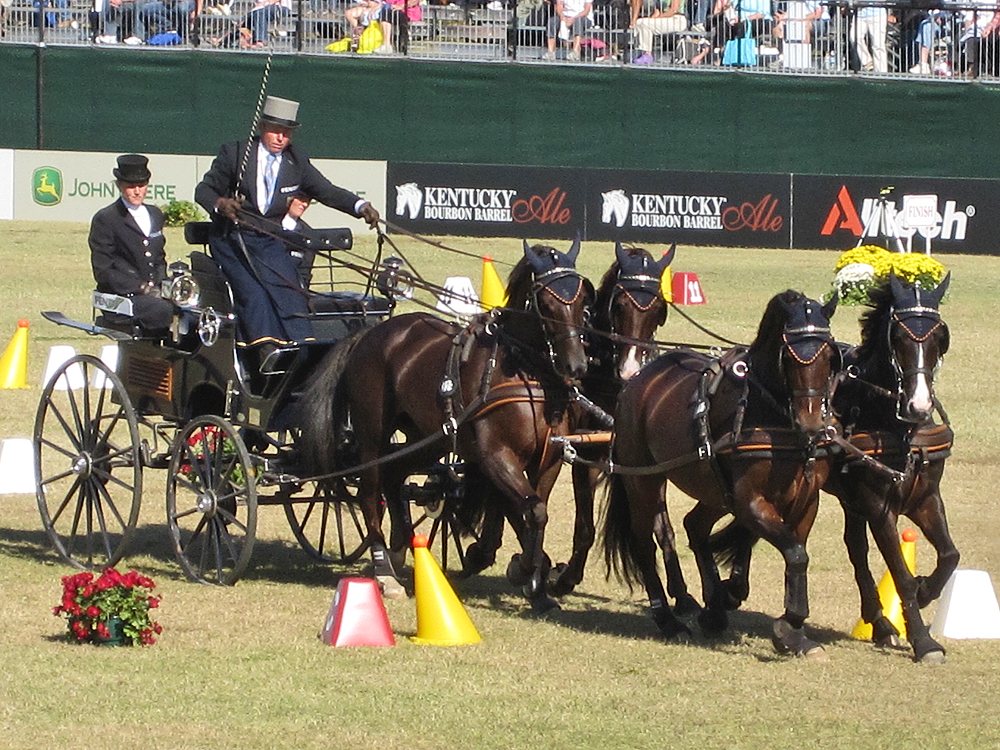
Vaardigheidsproef

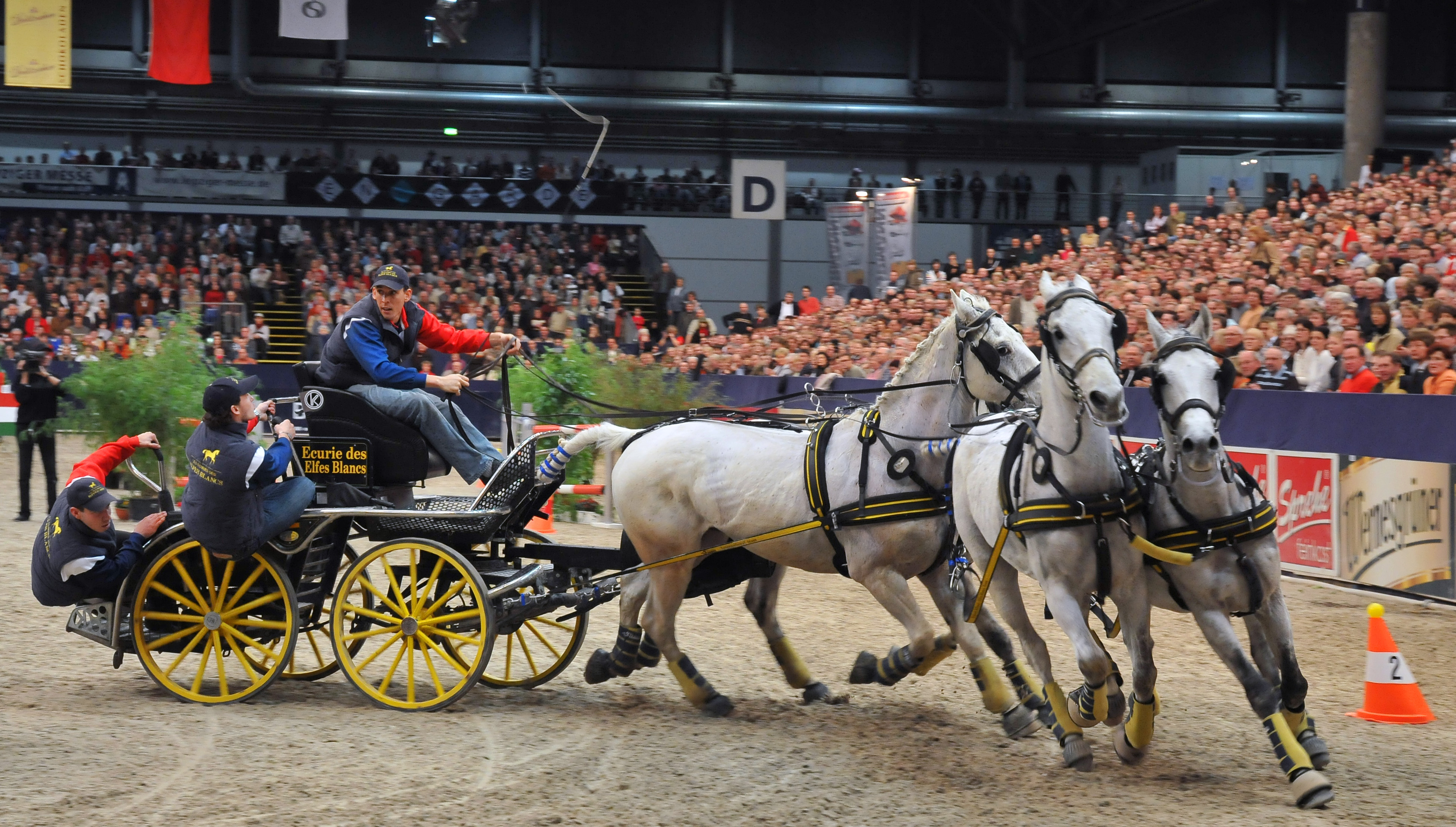
Wereldkampioenschap in Leipzig, 2008

Mensport is een specifiek onderdeel van de paardensport, met name van het mennen. Er worden nationale en internationale wedstrijden gehouden met dressuur- en vaardigheidsproeven. Het bekendst zijn echter de samengestelde menwedstrijden, naar een van de onderdelen ervan ook wel 'marathons' genoemd. De grondlegger van de menkunst die beoefend wordt in de mensport is Benno von Achenbach.

## Rubrieken binnen de mensport
Er worden op twee gronden rubrieken gemaakt. De eerste is "paarden" en "pony's". Wanneer de schofthoogte minder dan 1.56,9 meter is spreekt men nog van pony's, vanaf 1.57 m. noemt men het paarden. (Dit in tegenstelling tot het fokkersjargon, waarin men slechts tot 1.47 meter van pony's spreekt.)
De tweede grond is het aantal paarden/pony's en de manier van aanspannen. Er zijn rubrieken voor enkelspan (één paard), dubbelspan (twee paarden naast elkaar), tandem (twee paarden voor elkaar) en vierspan (twee paarden voor en twee paarden achter).

### Klassementen Dressuur
Wedstrijden worden verreden in de klassen B (beginner), L (licht), M (middelzwaar), Z (zwaar) en ZZ (dubbel zwaar). Afhankelijk van de beoordeling van de proef kan een menner tot drie winst- of verliespunten krijgen. Met voldoende winstpunten kan de menner promoveren naar de volgende klasse, met te veel verliespunten degradeert hij.

### Klassementen Vaardigheid
Wedstrijden worden verreden in de klassen L (licht), M (middelzwaar) en Z (zwaar). Afhankelijk van het aantal strafpunten kan een menner maximaal twee winstpunten verdienen en maximaal drie verliespunten.

## Samengestelde menwedstrijden
Samengestelde menwedstrijden bestaan uit drie verschillende onderdelen, en worden ook wel marathons genoemd. Ze zijn te vergelijken met eventingwedstrijden, die onder het zadel worden gereden.

### Dressuur
Bij een dressuurproef is het de bedoeling dat de menner laat zien dat zijn paard ontspannen en gewillig doet wat de menner vraagt. Dit doet hij door voorgeschreven oefeningen uit te voeren. Deze oefeningen zijn het zo goed en vloeiend mogelijk rijden van figuren, zoals een wending en een volte, en het maken van vloeiende overgangen tussen de verschillende gangen.
De proef worden gereden in een rechthoekige dressuurring van minimaal dertig bij zestig meter. Op diverse punten staan letters. De oefeningen moeten meestal bij een letter worden gedaan. De proef wordt beoordeeld door één of meerdere jury's. Deze beoordelen de oefeningen met cijfers van één tot tien. Het aantal behaalde punten wordt afgetrokken van het aantallen punten dat maximaal kan worden behaald. De niet-behaalde punten zijn strafpunten. De menner die de meeste punten heeft gescoord wint de wedstrijd.
Voor de dressuurproef wordt meestal een elegantere wagen en elegantere kleding gebruikt dan voor de marathon en de vaardigheidsproef.

### Marathon
De marathon bestaat uit twee trajecten over de weg en door het terrein. Elk traject moet in een bepaalde tijd worden afgelegd. Het meest spectaculair is het laatste traject, waarin zes hindernissen zijn opgenomen. Deze hindernissen moeten zo snel mogelijk worden genomen. Daarbij komt het vooral aan op snelheid en wendbaarheid van het paard en de stuurmanskunst van de menner. De helper van de menner, de groom, staat achter op het rijtuig en houdt het rijtuig in evenwicht door zijn gewicht te verplaatsen. Tevens helpt hij de menner met het onthouden van de route in de hindernis. De hindernissen hebben natuurlijke en kunstmatige obstakels zoals bomen, heuvels, waterplassen en palen.
Voor de tijdsoverschrijding in de trajecten krijgt de menner strafpunten, alsmede voor elke seconde dat de aanspanning in een hindernis is. Bovendien worden de paarden veterinair gecontroleerd om te kijken of ze voldoende in conditie zijn.

### Vaardigheid
De vaardigheidsproef is een test voor de gehoorzaamheid van het paard en de stuurmanskunst van de menner. Met plastic kegels worden genummerde poorten uitgezet. De menner moet zijn aanspanning in de goede volgorde door de poorten sturen. Op de kegels liggen ballen. Voor elke bal die van een kegel wordt gereden krijgt de menner strafpunten. Het totale parcours moet binnen een bepaalde tijd worden afgelegd. Voor overschrijding van deze tijd krijgt de menner ook strafpunten. Degene met het minst aantal strafpunten wint de wedstrijd.

### Eindklassement
De menner, die aan na alle onderdelen het minste aantal strafpunten heeft, is winnaar van de wedstrijd. Wedstrijden worden verreden in de klasse L,M,Z. Afhankelijk van het aantal strafpunten kan een menner tot drie winst- of verliespunten krijgen. Met voldoende winstpunten kan de menner promoveren, met te veel verliespunten degradeert men. Menners in de hoogste nationale klasse (klasse Z) mogen internationale wedstrijden rijden en kunnen geselecteerd worden voor het nationale team voor Europese en wereldkampioenschappen.
De hierboven beschreven regels zijn van toepassing op de officiële wedstrijden zoals die worden georganiseerd door de KNHS. Er worden ook oefen- en wilde marathons georganiseerd, waarbij soms alleen een hindernistraject wordt gereden. Ook worden er in de winter indoorwedstrijden georganiseerd. Indoormarathons zijn vaak een combinatie van een vaardigheidsproef en enkele hindernissen.

## Trivia
Met aangespannen sport bedoelt men shows en wedstrijden voor tuigpaarden, waarbij het uitsluitend gaat om de schoonheid van de bewegingen (de 'actie') van het paard of de paarden. Voor deze sport worden paardenrassen met ruime hooggrijpende gangen gebruikt zoals Hackney's en KWPN-paarden die via hun bloedlijnen speciaal zijn gefokt als tuigpaard.